# 位数 (群論)
数学の分野である群論において、有限群の位数（英: order）はその濃度、すなわち、その集合に入っている元の個数である。また、群の元 a の位数（order, ときに period）は am = e であるような最小の正の整数mである（ただし e は群の単位元を表し am は a の m 個のコピーの積を表す）。そのような m が存在しなければ、a の位数は無限であるという。
群 G の位数は ord(G) や |G| で表記され、元 a の位数は ord(a) や |a| 、それ以外では {\displaystyle \operatorname {ord} (\langle a\rangle )} で表記される。ここで、やま括弧による記法は生成されたグループをあらわす。

## 例
例。対称群 S3 は以下の乗積表をもつ。
| • | e | s | t | u | v | w |
| - | - | - | - | - | - | - |
| e | e | s | t | u | v | w |
| s | s | e | v | w | t | u |
| t | t | u | e | s | w | v |
| u | u | t | w | v | e | s |
| v | v | w | s | e | u | t |
| w | w | v | u | t | s | e |
この群は 6 つの元をもつので、ord(S3) = 6 である。定義によって、単位元 e の位数は 1 である。s, t, w の各々は自乗すれば e になるので、これらの群の元の位数は 2 である。一覧表を完成するには、u と v の位数はどちらも 3 である、というのも u2 = v であり u3 = vu = e であり、v2 = u であり v3 = uv = e だからだ。

## 位数と構造
群の位数と元の位数はよく群の構造の情報をもたらす。大ざっぱに言えば、位数の分解が複雑であればあるほど群も複雑である。
群 G の位数が 1 であれば、群は自明群と呼ばれる。元 a が与えられると、ord(a) = 1 と a が単位元であることは同値である。また、群G の単位元でない任意の元 a の位数が2であれば、a2 = e の両辺に右または左から a-1 をかけることで a 自身が逆元であることが分かり、G の任意の元 a, b について {\displaystyle ab=(ab)^{-1}=b^{-1}a^{-1}=ba} が得られるので G はアーベル群である。ただし、この命題の逆は正しくない。例えば、6を法とした整数のなす（加法的）巡回群 Z6 はアーベル群であるが、数 2 は位数 3 をもつ：
{\displaystyle 2+2+2=6\equiv 0{\pmod {6}}}.
位数の2つの概念の関係は次のようである。a によって生成される部分群を
{\displaystyle \langle a\rangle =\{a^{k}:k\in \mathbb {Z} \}}
と書けば、
{\displaystyle \operatorname {ord} (a)=\operatorname {ord} (\langle a\rangle ).}
任意の整数 k に対して
ak = e ⇔ ord(a) は k を割り切る。
一般に、G の任意の部分群の位数は G の位数を割り切る。よりきちんと書くと、H が G の部分群であれば、
ord(G) / ord(H) = [G : H], ここで [G : H] は H の G における指数と呼ばれ、整数である。これはラグランジュの定理である。（しかしながらこれは G の位数が有限のときにのみ正しい。ord(G) = ∞ であれば、商 ord(G) / ord(H) は意味をなさない。）
上から直ちに出る結果として、群の任意の元の位数は群の位数を割り切ることがわかる。例えば、上で示された対称群において、ord(S3) = 6 であったが、元の位数は 1, 2, 3 である。
以下の部分的な逆が有限群に対して正しい： d が群 G の位数を割り切り d が素数であれば、G の位数 d の元が存在する（これはコーシーの定理と呼ばれることがある）。主張は合成数の位数に対しては成り立たない、例えば、クラインの四元群は位数 4 の元をもたない。これは帰納法によって証明できる。定理の結果は次を含む：群 G の位数が素数 p のベキであることと G の任意の元 a に対して ord(a) が p のあるベキであることは同値である。
元 a の位数が無限であれば、a のすべてのベキも同様に無限の位数をもつ。元 a の位数が有限であれば、次の公式が a のベキの位数に対して成り立つ：すべての整数 k に対して
ord(ak) = ord(a) / gcd(ord(a), k)
とくに、a とその逆元 a−1 は同じ位数をもつ。
任意の群において、
{\displaystyle \operatorname {ord} (ab)=\operatorname {ord} (ba)}
積 ab の位数を a と b の位数に関係付ける一般的な公式は存在しない。実は、a と b の位数が両方有限であるのに ab の位数が無限であったり、a と b の位数が無限であるのに ab の位数が有限であることがある。前者の例は群 {\displaystyle \operatorname {Sym} (\mathbb {Z} )} において a(x) = 2-x, b(x) = 1-x で ab(x) = x-1。後者の例は a(x) = x+1, b(x) = x-1 で ab(x) = id。ab = ba であれば、少なくとも ord(ab) は lcm(ord(a), ord(b)) を割り切るということは言える。その結果、有限アーベル群において、群の元のすべての位数の最大値を m で表せば、すべての元の位数は m を割り切ることを証明できる。

## 元の位数で数える
G を位数 n の有限群とし、d を n の約数とする。G の位数 d の元の個数は、位数 d の巡回部分群の個数を m とすれば、mφ(d) である。ここで φ はオイラーのトーシェント関数で、d 以下でそれと互いに素な正の整数の個数を与える。例えば S3 の場合 φ(3) = 2 であり位数 3 の元がちょうど 2 つある。定理は位数 2 の元については何の有益な情報ももたらさない、なぜならば φ(2) = 1 であるからで、d = 6 のような合成数 d に対する限られた有用性しかない、なぜならば φ(6) = 2 だからだ、そして S3 に位数 6 の元は 0 個存在する。

## 準同型との関係
群準同型は元の位数を減らす傾向にある： f: G → H が準同型で a がG の位数有限の元であれば、ord(f(a)) は ord(a) を割り切る。f が単射であれば、ord(f(a)) = ord(a) である。このことは（単射）準同型が2つの具体的に当てられた群の間に存在しないことを証明するのにしばしば使える。（例えば、非自明な準同型 h: S3 → Z5 は存在しえない、なぜならば Z5 の 0 以外のすべての数は位数 5 であり、これは S3 の元の位数 1, 2, 3 を割り切らない。）さらなる結果は共役元は同じ位数をもつことである。

## 類等式
位数についての重要な結果は類等式である。それは有限群 G の位数をその中心 Z(G) の位数とその非自明な共役類のサイズに関連付ける：
{\displaystyle |G|=|Z(G)|+\textstyle \sum \limits _{i}d_{i}}
ただし di は非自明な共役類のサイズである。これらは 1 よりも大きい |G| の真の約数であり、それらはまた非自明な共役類の代表系の G における中心化群の指数にも等しい。例えば、S3 の中心はただ 1 つの元 e からなる自明群で、方程式は |S3| = 1+2+3 となる。

## 未解決問題
群とその元の位数についてのいくつかの深い問題は様々なバーンサイド問題に含まれている。これらの問題のいくつかはまだ解決されていない。